# De Gamles Bys Sogn
De Gamles Bys Sogn var et sogn i Nørrebro Provsti (Københavns Stift). I dag er sognet en del af Simeon-Sankt Johannes Sogn. Sognet ligger i Københavns Kommune. I De Gamles Bys Sogn ligger De Gamles Bys Kirke.
I De Gamles Bys Sogn findes flg. autoriserede stednavne: